# Овалье, Уильям
Уильям Хесус Овалье Ангуло (исп. William Jesús Ovalle Angulo; род. 26 марта 2005) — колумбийский футболист, полузащитник клуба «Индепендьенте Санта-Фе».

## Клубная карьера
Паласиос — воспитанник клуба «Индепендьенте Санта-Фе». 8 ноября 2023 года в матче против «Онсе Кальдас» он дебютировал в Кубке Мустанга.